# 검은이마티티
검은이마티티(Callicebus nigrifrons)는 신세계원숭이에 속하는 티티원숭이의 일종이다. 남아메리카의 브라질에서 발견된다. 검은이마티티는 작은 주행성 영장류이다. 몸은 회색에서 갈색까지의 털로 덮여 있으며, 얼굴 주변에는 검은색 털이 밀집되어 있다. 꼬리는 은은한 주황색을 띤다. 몸무게는 1~2kg이고, 머리부터 몸까지의 길이는 약 270~450mm이다. 성적 이형성을 보이지 않는다. 사육 환경에서 최대 12년까지 살 수 있다.

## 분포 및 서식지
검은이마티티는 브라질 대서양림 지역 고유종으로, 평균 20헥타르의 서식 범위를 가지고 있다. 검은이마티티는 수목성 동물이며 숲의 중간에서 위쪽 수관을 선호한다. 그러나 때때로 먹이를 찾고, 이동하고, 놀기 위해 숲 바닥으로 이동하기도 한다. 브라질에서는 검은이마티티와 마모셋 사이에서 숲 바닥에서의 놀이 행동이 보고되었다.

## 생태

### 먹이
검은이마티티는 과실을 먹는 식성으로, 무성한 초목 속에서 먹이를 찾는다. 잎과 씨앗, 무척추동물, 꽃도 먹는 것으로 알려져 있다. 과실을 많이 먹는 식성 덕분에 씨앗을 퍼뜨리는 데 중요한 역할을 한다.

### 포식자
검은이마티티의 포식자로는 부채머리수리, 올빼미, 매, 팔콘, 타이라, 재규어런디, 오셀롯, 마게이, 호랑고양이, 퓨마, 재규어, 큰뱀, 그리고 다른 큰 영장류(고함원숭이 등)가 있다. 검은이마티티는 추운 아침에 햇볕을 쬐기 위해 수관 위쪽으로 이동할 때 부채머리수리의 공격에 특히 취약하다. 맹금류를 감지하면, 검은이마티티는 숨을 때 전에 경보를 울려 주변 지역에 신속하게 알린다.

## 습성

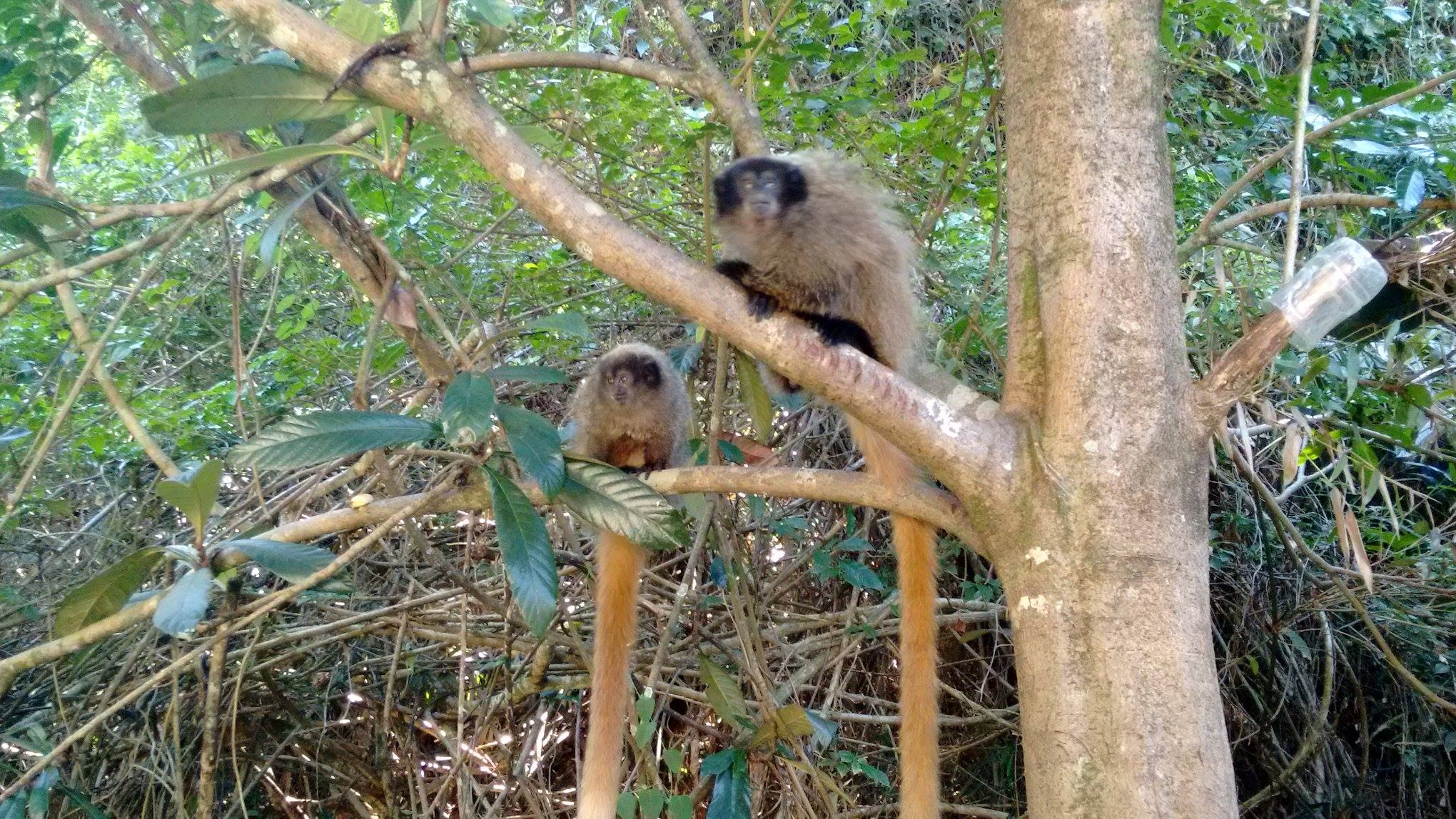
검은이마티티 한 쌍

검은이마티티는 사회적으로 일부일처제이며, 일반적으로 성체 한 쌍과 그 새끼를 포함하여 2~6마리의 무리로 발견된다. 암컷은 보통 7월이나 8월에 매년 한 마리의 새끼를 낳는다. 검은이마티티의 수컷은 새끼를 돌보고 사회 활동을 하며, 암컷은 젖만 준다. 수컷과 암컷 모두 3살이 되면 태어난 무리에서 흩어진다.
검은이마티티는 영역 의식이 강하며, 영역, 먹이 자원, 그리고 짝을 지킬 때 개별적으로 또는 이중창이나 합창으로 큰 소리를 낸다. 큰 소리는 무리 내외의 의사소통에 사용되며, 진폭이 크고 주파수가 낮아 먼 거리에서도 들을 수 있다. 큰 소리는 새벽이나 다른 무리를 보거나 들을 때 낸다. 포식자와 마주쳤을 때, 이중창과 합창은 최대 두 시간까지 지속될 수 있으며, 무리 구성원들은 작은 소리와 큰 소리를 번갈아 낸다. 포식자와의 상호작용에서 소리 행동에는 성별 차이가 없으며, 수컷과 암컷 모두 소리를 낸다. 검은이마티티는 포식자 유형(공중 또는 지상)과 근처 동종에게 포식자의 위치를 알려주는 소리를 낼 수 있다.
티티원숭이아과에 속하는 검은이마티티는 꼬리가 서로 얽혀 있는 모습을 보이는데, 이러한 행동은 짝짓기 유대감을 강화하고 사회적 관계를 강화하는 것으로 여겨진다.

## 보전 상태
검은이마티티는 광범위한 서식지 손실과 삼림 파편화, 그리고 지난 24년간 20% 이상의 개체수 감소로 인해 IUCN에서 준위협종으로 분류되었다. 파편화로 인해 작고 고립된 개체군이 흔하며, 일부 지역에서는 이로 인해 이 종이 지역적으로 멸종되었다. 소음 공해도 이 종에 부정적인 영향을 미칠 수 있다. 한 연구에 따르면 광산 작업 소음은 검은이마티티의 장거리 의사소통을 제한했는데, 이는 광산 소음과 큰 소리의 울음소리 빈도가 겹치기 때문이다. 이는 사회적 상호작용에서 음성 의사소통에 크게 의존하는 종에게 중요한 의미를 지닌다.